# Bóng bầu dục Úc
Bóng bầu dục theo luật Úc, bóng bầu dục Úc, chính thức được gọi là Australian football, hay gọi ngắn gọn là Aussie rules, hay footy, là môn thể thao tiếp xúc được chơi giữa hai đội mười tám cầu thủ trên sân hình bầu dục, thường là sân cricket được sửa đổi. Điểm được ghi bằng cách đá quả bóng hình bầu dục giữa các cột mục tiêu ở giữa (được sáu điểm) hoặc giữa một mục tiêu và phía sau cột (được một điểm).
Trong khi chơi chung, người chơi có thể tự định vị bất cứ nơi nào trên sân và sử dụng bất kỳ phần nào của cơ thể để di chuyển quả bóng. Các phương pháp chính là đá, ném và chạy với bóng. Có các quy tắc về cách xử lý bóng: ví dụ: người chơi chạy với bóng phải liên tục để bóng nảy hoặc chạm vào mặt đất. Ném bóng là không được phép và người chơi không được giữ bóng. Một tính năng đặc biệt của trò chơi là mark, nghĩa là người chơi ở bất cứ đâu trên sân bắt được bóng từ một cú đá (với các điều kiện cụ thể) đều được trao quyền sở hữu trái bóng. Sở hữu bóng luôn luôn có tranh chấp trừ khi được một quả đá phạt hoặc mark. Người chơi có thể chặn bằng tay hoặc sử dụng toàn bộ cơ thể để cản trở đối thủ. Tiếp xúc vật lý nguy hiểm (như đẩy đối thủ ra phía sau), can thiệp khi đánh dấu và cố tình làm chậm trò chơi bị trả giá bằng các cú đá phạt, phạt từ xa hoặc đình chỉ thi đấu vài trận đấu, tùy thuộc vào mức độ nghiêm trọng của hành vi vi phạm. Trò chơi này bao gồm các cuộc đối chọi về thể chất thường xuyên, khả năng mark ngoạn mục, di chuyển nhanh của cả người chơi và bóng và khả năng ghi điểm cao.
Nguồn gốc của môn thể thao này có thể bắt nguồn từ các trận bóng đá được chơi ở Melbourne, Victoria vào năm 1858, lấy cảm hứng từ các trận bóng đá của trường công lập Anh. Tìm cách phát triển một trò chơi phù hợp hơn với người lớn và điều kiện của Úc, Câu lạc bộ bóng đá Melbourne đã công bố bộ luật đầu tiên của bóng đá Úc vào tháng 5 năm 1859, khiến nó trở thành bộ luật bóng đá lâu đời nhất thế giới.
Bóng bầu dục Úc có lượng khán giả và khán giả truyền hình cao nhất trong tất cả các môn thể thao ở Úc, trong khi Liên đoàn bóng bầu dục Úc (AFL), tổ chức thể thao chuyên nghiệp duy nhất của môn này, là tổ chức thể thao giàu có nhất của quốc gia này. Chung kết AFL, được tổ chức hàng năm tại Melbourne Cricket Ground, là sự kiện vô địch câu lạc bộ có lượng người xem cao nhất trên thế giới. Môn thể thao này cũng được chơi ở cấp độ nghiệp dư ở nhiều quốc gia và trong một số biến thể. Các quy tắc của nó được điều chỉnh bởi Ủy hội AFL với sự tư vấn của Ủy ban luật trò chơi của AFL.